# Bronisław Fila
Bronisław Fila (ur. 7 grudnia 1922 w Mazurach, zm. 26 listopada 1985 w Jarosławiu) – polski duchowny katolicki, proboszcz kolegiaty Bożego Ciała w Jarosławiu.

## Życiorys
Urodzony 7 grudnia 1922 we wsi Mazury koło Sokołowa Małopolskiego. Syn Józefa i Ewy z domu Biełas. W latach 1936-1939 uczęszczał do Niższego Seminarium Zakonnego oo. Bernardynów w Radecznicy. Jego edukację przerwał wybuch II wojny światowej. Podczas okupacji hitlerowskiej uczęszczał do seminarium duchownego w Brzozowie. 14 grudnia 1944 po zdaniu egzaminu dojrzałości w II Liceum Ogólnokształcącym w Przemyślu jesienią 1945 wstąpił do Wyższego Seminarium Duchownego w Przemyślu.
19 czerwca 1949 otrzymał święcenia kapłańskie w Katedrze Przemyskiej z rąk biskupa przemyskiego ks. Franciszka Bardy. Jego pierwszą placówką była parafia Majdan Królewski, następnie funkcję wikarego sprawował w kościele farnym w Rzeszowie. Do Jarosławia przybył w 1951. Początkowo pracował jako wikariusz, od 1952 jako etatowy katecheta szkół średnich i sprawował opiekę nad ministrantami. Jego pragnieniem było kontynuowanie studiów na Akademii Papieskiej w Rzymie, na co nie uzyskał zgody ze strony Kurii Biskupiej w Przemyślu. 15 maja 1966 został wikariuszem adiutorem 28 września 1966 administratorem parafii, a po śmierci prałata Władysława Opalińskiego został mianowany proboszczem.
W swej pracy duszpasterskiej został uhonorowany godnością: 1968 – wicedziekana, 1969 – dziekana, 1975 – kustosza kapituły kolegiackiej, 1979 – archiprezbitera, 1983 – kapelana papieża Jana Pawła II. W 1976 obronił pracę doktorską z zakresu socjologii i religioznawstwa, otrzymując tytuł doktora teologii Akademii Teologii Katolickiej w Warszawie na podstawie rozprawy pt. „Kultura a religia w świetle nauk Soboru Watykańskiego II”. Jako gorliwy czciciel Matki Boskiej wspierał kult maryjny. Głośnym echem odbiły się wśród społeczeństwa uroczystości Nawiedzenia Matki Bożej w ramach obchodów milenijnych w Jarosławiu w 1971 r. (jako uroczystości centralne w diecezji przemyskiej) w organizację których ksiądz był zaangażowany.
Był opiekunem duchowym powstającej na terenie ziemi jarosławskiej „Solidarności” w latach 80. Organizował w kolegiacie, gdzie był proboszczem, uroczystości religijno-patriotyczne (również po 13 grudnia 1981). Zabiegał o zwolnienie ówczesnego wikarego ks. Władysława Drewniaka i grupy uczniów internowanych wraz z nim.
Zmarł nagle w wieku 63 lat zaczadziwszy się spalinami ulatniającymi się z piecyka łazienkowego. Mszę św. pogrzebową koncelebrował 28 listopada 1985 ks. biskup Ignacy Tokarczuk. Został pochowany w grobowcu proboszczów jarosławskich na Starym Cmentarzu w Jarosławiu.
Odznaczony został pośmiertnie krzyżem Semper fidelis. Odznakę odebrał ks. prałat Aleksander Kustra – proboszcz parafii pw. Bożego Ciała.